# Ипсуич (Квинсленд)
И́псуич, И́псвич (англ. Ipswich) — город в штате Квинсленд, Австралия. Является центром городской территории Ипсуич. Население — 163 000 чел. (по оценке 2009 года). Город входит в состав агломерации Брисбена. Назван в честь британского города Ипсуич.

## История

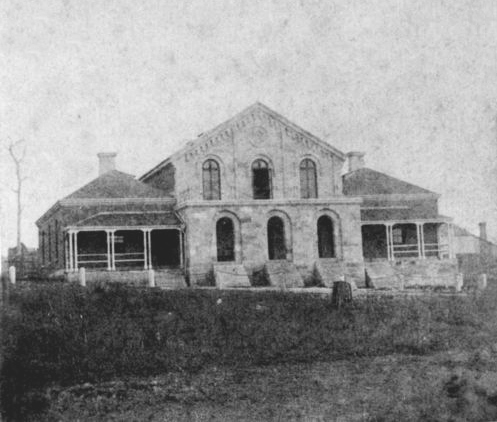
Здание суда в Ипсуиче (около 1860 года).

### Предыстория
До прихода европейцев эти территории населяло австралийское племя тякера. Эти места были открыты европейцами в декабре 1826 года, когда капитан Патрик Логан, управляющий колонией-поселением для преступников в Мортон-Бей, исследуя реку Брисбен, обнаружил здесь залежи известняка и других минералов. В 1827 году сюда были доставлены первые заключённые для добычи известняка. Добытый известняк сплавляли на лодках по реке в Брисбен.
Летом 1828 года эти места посетил британский ботаник и путешественник Алан Каннингем. Им были открыты различные природные образования, такие, как ущелье Каннингема, холмы Дарлинг и др. В своём письме губернатору Нового Южного Уэльса Ральфу Дарлингу он сообщил, что в долине реки Бремер, что неподалёку от мест добычи известняка, он обнаружил залежи каменного угля.
В последующие годы эти места продолжались заселяться за счёт заключённых, занятых добычей полезных ископаемых. Окончательно колония была закрыта в 1839 году, однако бо́льшая часть заключённых и надзирателей продолжали некоторое время оставаться здесь. 10 февраля 1842 года округ Мортон-Бей, в который входило и поселение заключённых, был открыт для вольных поселенцев. В том же году генерал-губернатор Нового Южного Уэльса сэр Джордж Гиппс посетил с визитом округ и поселение (носившее в то время имя Лаймстоун — от англ. limestone, т. е., известняк). Он принял решение об основании на этом месте города.

### Основание города
С начала 1840-х годов в районе современного Ипсуича началась добыча угля. Уголь и производимую здесь шерсть доставляли по реке в Брисбен. В 1846 году город был основан. Тогда же было организовано пароходное сообщение с Брисбеном.

### Город во второй половине XIX века
В 1858 году в Брисбене и окрестных городах, в том числе, в Ипсуиче, началась кампания за выход из состава Нового Южного Уэльса. Сторонники идеи проводили митинги, встречи с властями. В конце концов, в 1859 году королева Виктория приняла решение о создании новой административной территории — Квинсленда. Южная граница была проведена по 28° южной широты. Название было дано в честь королевы (англ. Queen — королева), а не в честь Джеймса Кука (Куксленд), открывшего эти земли, как предлагалось вначале.
В 1860 году был избран первый мэр города — Джон Мёрфи (англ. John Murphy). Чуть ранее, в том же году, Ипсуич получил статус отдельного муниципалитета. Годом спустя в Ипсуич был проведён телеграф.
В 1873—1876 годах была построена железная дорога, соединившая Ипсуич и Брисбен. В рамках строительства железной дороги был сооружён мост Альберта (1875 год). Правда, в 1893 году он был разрушен наводнением, но восстановлен уже через два года.

### XX век

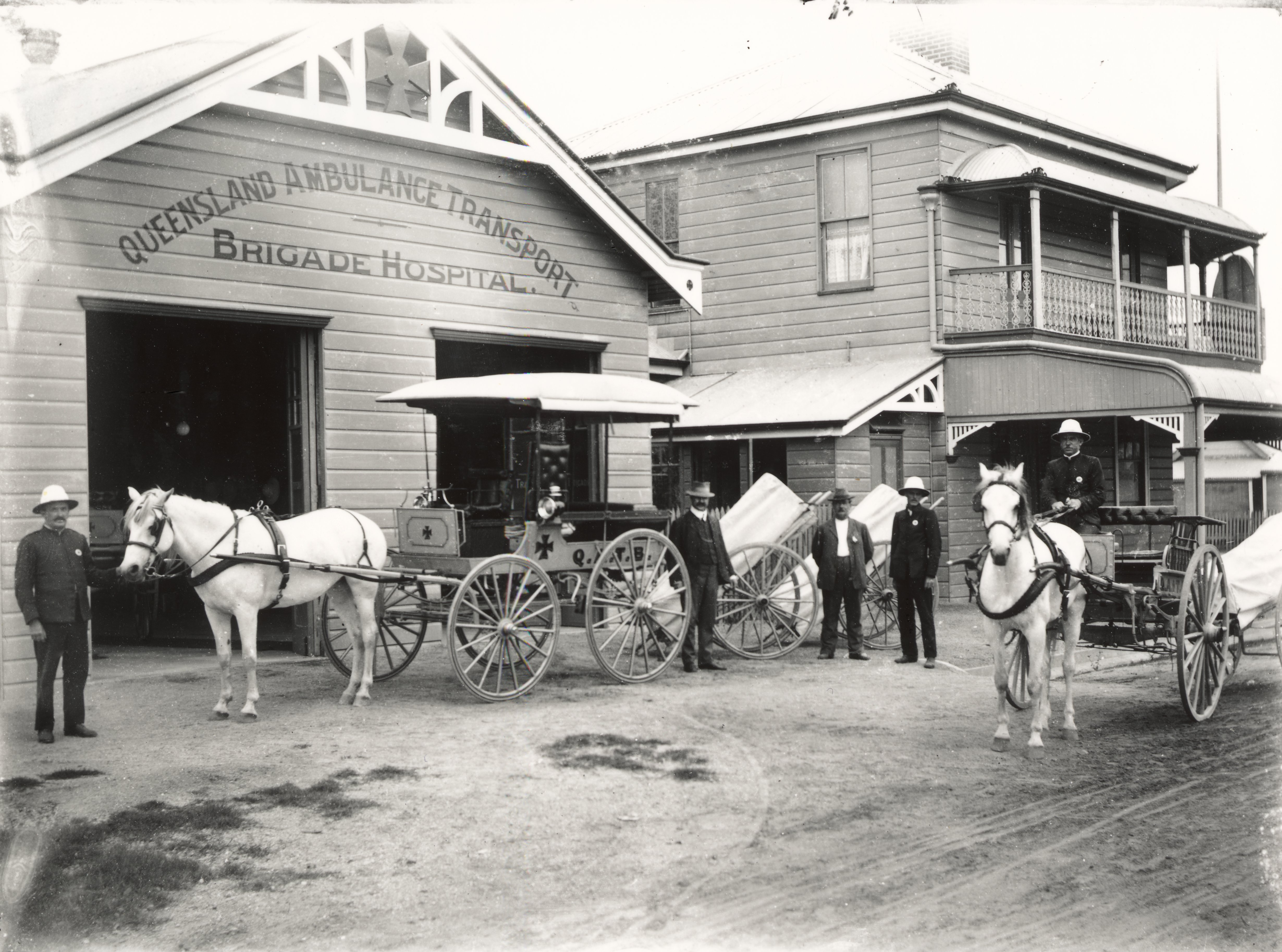
Кареты скорой помощи. Начало 1900-х годов.

1 декабря 1904 года Испуич получил статус города (англ. city). На тот момент его население составляло 8637 чел. Ещё в 1902 году британсккое правительство решило унифицировать законы о местном самоуправлении всех колоний и метрополии. Самыми мелкими единицами были объявлены малые города (англ. towns) и графства (англ. shires). Понятие города (сити) не было чётко прописано. Это позволило целому ряду населённых пунктов получить такой статус.
В 1916 году в городе появилась телефонная связь. В 1919 году было проведено электричество. В следующем году Ипсуич с визитом посетил принц Уэльский (будущий король Эдуард VIII).
В последующие годы город активно развивался. Возникло множество промышленных, торговых предприятий. В 1950 году был открыт Технический колледж. 19 января 1958 г. Ипсуич посетила королева Елизавета II. В 1975 году в городе появился свой футбольный клуб. В конце 1970-х — начале 1980-х гг. было построено сразу несколько новых железнодорожных станций.

### XXI век
Первое десятилетие XXI века отмечено строительством ряда важных для города объектов: отелей, музеев, торговых центров, выставочных центров и т. д.
В январе 2011 года, в результате продолжительных дождей и последовавшего за ними сильнейшего наводнения, город был частично затоплен разлившейся рекой. Также пострадала большая часть сельскохозяйственных земель всего прилегающего района.

## Климат
Город находится в зоне влажного субтропического климата.
| Показатель                                                                  | Янв.  | Фев.  | Март  | Апр. | Май  | Июнь | Июль | Авг. | Сен. | Окт. | Нояб. | Дек.  | Год   |
| --------------------------------------------------------------------------- | ----- | ----- | ----- | ---- | ---- | ---- | ---- | ---- | ---- | ---- | ----- | ----- | ----- |
| Абсолютный максимум, °C                                                     | 43,4  | 40,6  | 38,3  | 37,3 | 32,5 | 28,6 | 27,8 | 33,4 | 36,4 | 40,3 | 43,9  | 44,6  | 44,6  |
| Средний суточный максимум, °C                                               | 32,0  | 31,1  | 29,9  | 27,5 | 24,1 | 21,5 | 21,1 | 22,8 | 25,9 | 28,5 | 30,8  | 31,9  | 27,3  |
| Средний суточный минимум, °C                                                | 20,0  | 19,7  | 18,3  | 14,7 | 11,0 | 8,2  | 7,0  | 7,6  | 10,7 | 14,2 | 16,9  | 18,8  | 13,9  |
| Абсолютный минимум, °C                                                      | 14,0  | 13,9  | 10,1  | 7,8  | 1,3  | −0,8 | −0,4 | 0,2  | 4,4  | 6,0  | 9,4   | 8,2   | −0,8  |
| Норма осадков, мм                                                           | 124,9 | 119,7 | 100,6 | 63,1 | 50,5 | 51,1 | 43,5 | 36,6 | 41,4 | 65,7 | 78,1  | 105,6 | 877,8 |
| Источник: http://www.bom.gov.au/climate/averages/tables/cw_040101_All.shtml |       |       |       |      |      |      |      |      |      |      |       |       |       |

## Население

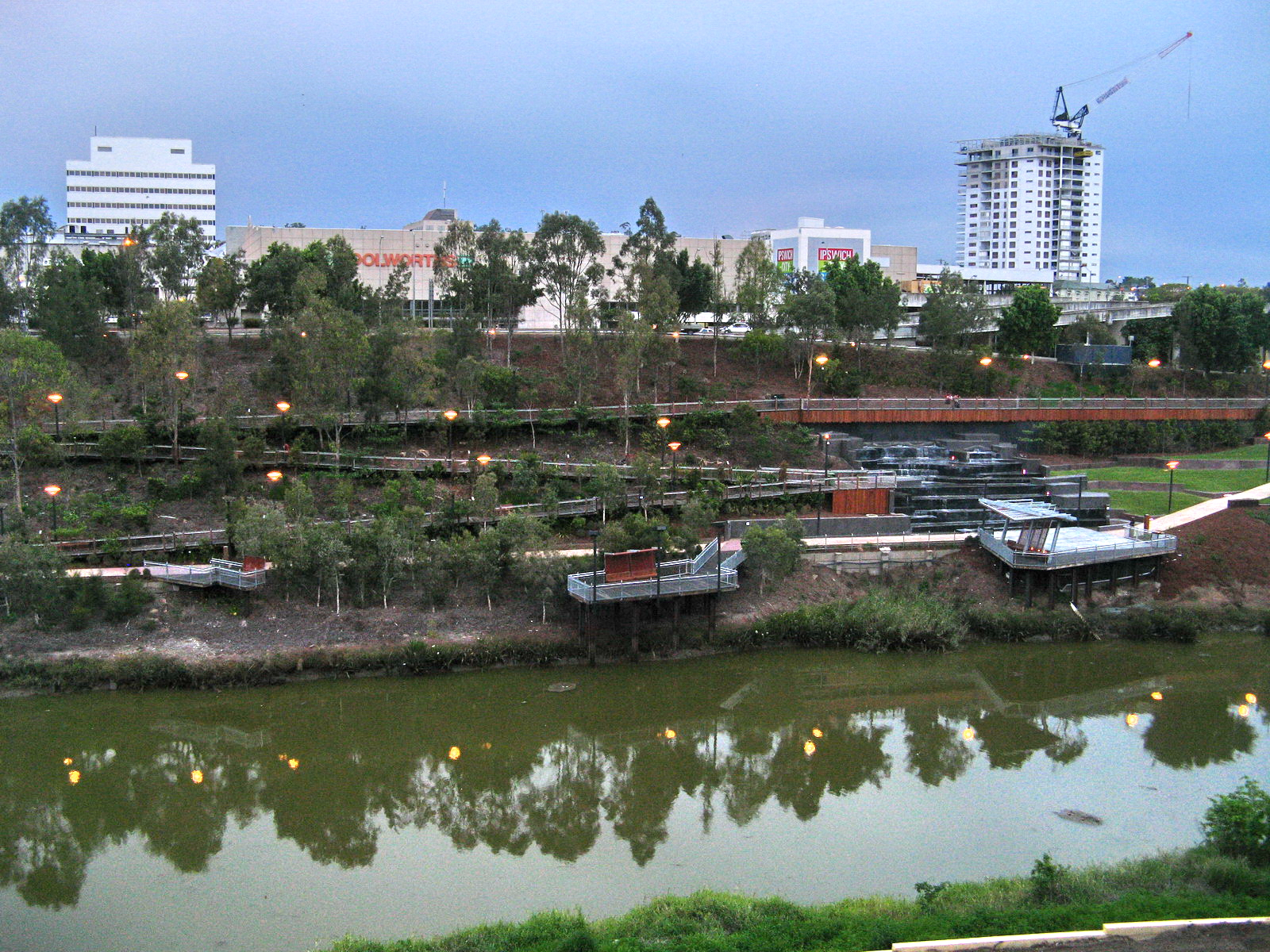
Вид на город.

Население города быстро растёт. По оценкам, к 2026 году оно может достигнуть 355 тыс. чел. Количество занятых на работе с 2001 по 2006 года увеличилось на 22,8 % (в отличие от остального Юго-Восточного Квинсленда, где аналогичный показатель составил 19,1 %) и составило 62 786 чел. Доля населения младше 14 лет составляла в 2006 году 23,8 %. Однако, для Ипсуича, как и для большинства других городов в развитых странах, характерно постепенное старение населения. Так, предполагается, что к 2026 г. доля лиц моложе 14 лет составит только 12%, в то время как доля пожилых удвоится.

## Экономика

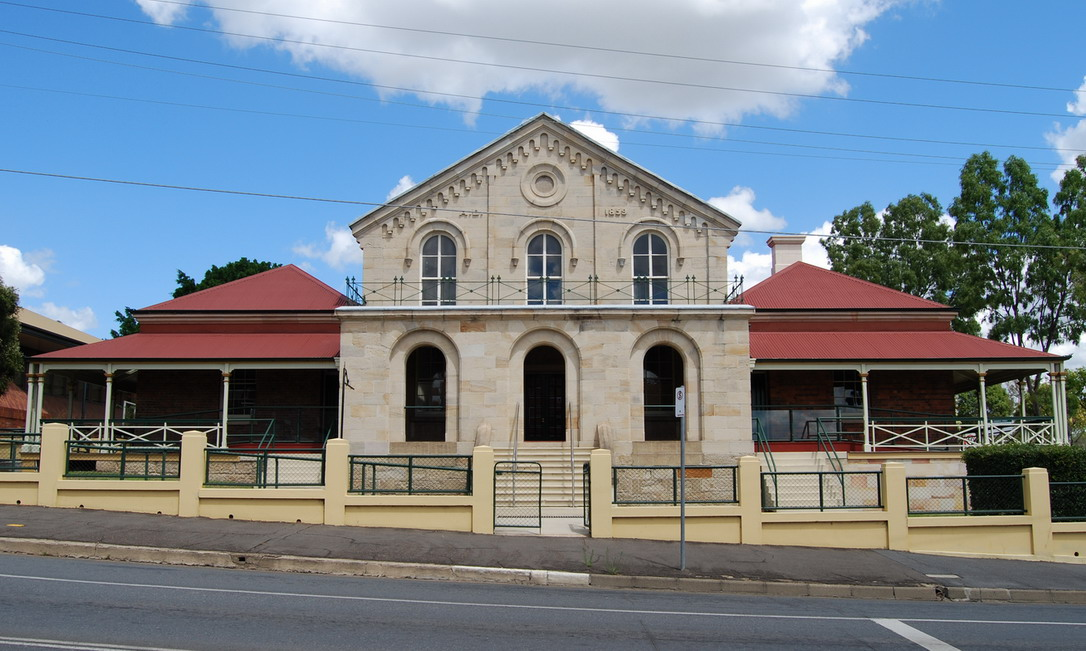
Современное здание городского суда (2009).

Ипсуич является крупным центром по добыче каменного угля. Также в городе развиты сталелитейная и деревообрабатывающая отрасли промышленности; производство мясной продукции. Город находится в крае с развитым сельским хозяйством.
Рядом с городом находится авиабаза Королевских военно-воздушных сил Австралии Эмберли (с 1940 года). Также в Ипсуиче расположен (с февраля 1999 года) кампус Квинслендского университета.
Наиболее развитыми и экономически прибыльными для города являются такие сферы экономики, как обрабатывающее производство, ритейлинг, здравоохранение, образование, транспортные перевозки и складское хранение и другие. В городе большое количество торговых центров.

## Города-побратимы
- Вэньчжоу, Китай (апрель 2011)[12][13]